# Cleeve Hill
Cleeve Hill (també conegut com a Cleeve Cloud) és el punt més alt de la serralada dels Cotswolds i dins el comtat de Gloucestershire, amb 1,083 peus (330 m). Des d'aquest punt es pot veure el Riu Severn i Gal·les; i al nord fins Winchcombe.
Cleeve Hill, que es tracta d'una muntanya d'origen sedimentari del Juràssic, és el punt més alt de la conca del Riu Tàmesi.
Cleeve Common, el qual està situat a Cleeve Hill, està designat com lloc d'especial interès científic (Site of Special Scientific Interest) per la Natural England